# Cecilia Valenzuela
Cecilia del Pilar Valenzuela Valencia (Arequipa,  2 de mayo de 1964) es una abogada, columnista de revistas, reportera y periodista peruana, conocida por ser presentadora del programa de televisión La ventana indiscreta y ser directora del diario Perú 21. Además, fue corresponsal en el Perú del diario español ABC.

## Biografía

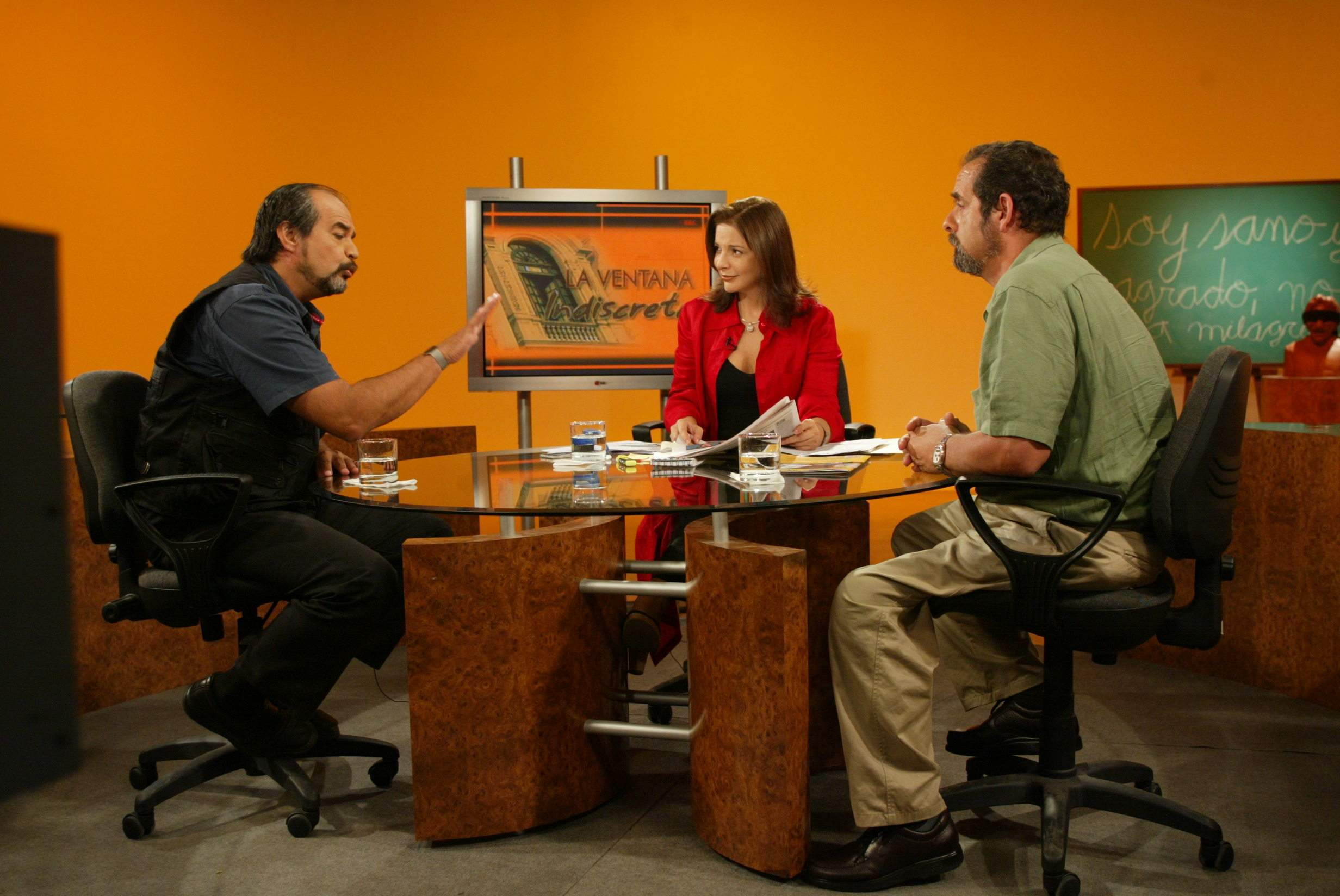
Entrevista a Mauricio Mulder y Javier Díez-Canseco en La ventana indiscreta (2005).

Nació en Arequipa en 1964, hija de Alberto Valenzuela y Rosa Valencia.
Estudió Derecho en la Universidad Nacional de San Agustín de Arequipa. Estudió también Literatura y Humanidades en la Pontificia Universidad Católica del Perú. 
En 1993, recibió el reconocimiento internacional Courage Award Winners por hacer un reportaje sobre Violación de Derechos Humanos.
Ha trabajado en numerosos programas de televisión y prensa escrita. En 1997, denunció junto con Lourdes Flores la nacionalidad japonesa del entonces presidente Alberto Fujimori. Sus acusaciones generaron rechazo político por parte del Congreso de la República, dominado por militantes del fujimorismo adeptos al régimen. A pesar de ello, continuó en la televisión con SIN censura, programa que irónicamente fue censurado por el Gobierno por la red de corrupción trazada por el fujimorismo.
En 2003, ingresó al canal de televisión por suscripción Canal N, operado en aquel entonces por el Grupo El Comercio, para conducir el programa Entre líneas. Después, se trasladó a Frecuencia Latina, cadena de televisión abierta, para presentar el programa dominical 
Luego de una temporada en la señal de cable de Canal N, con el programa Entre Líneas en 2003, regresó a la televisión abierta con el programa La ventana indiscreta de corte político. Caracterizada por investigar continuamente al entonces partido de gobierno Perú Posible, al presidente, Alejandro Toledo y a su esposa Eliane Karp. Según el exreportero del programa, Marco Sifuentes, la crítica hacia Toledo provocó que Valenzuela cambiara su postura editorial hacia el conservadurismo de derechas.
A principios de 2005, su programa cambió de horario para emitirse de forma diaria, en reemplazo del programa Hoy con Hildebrandt conducido por el periodista César Hildebrandt.

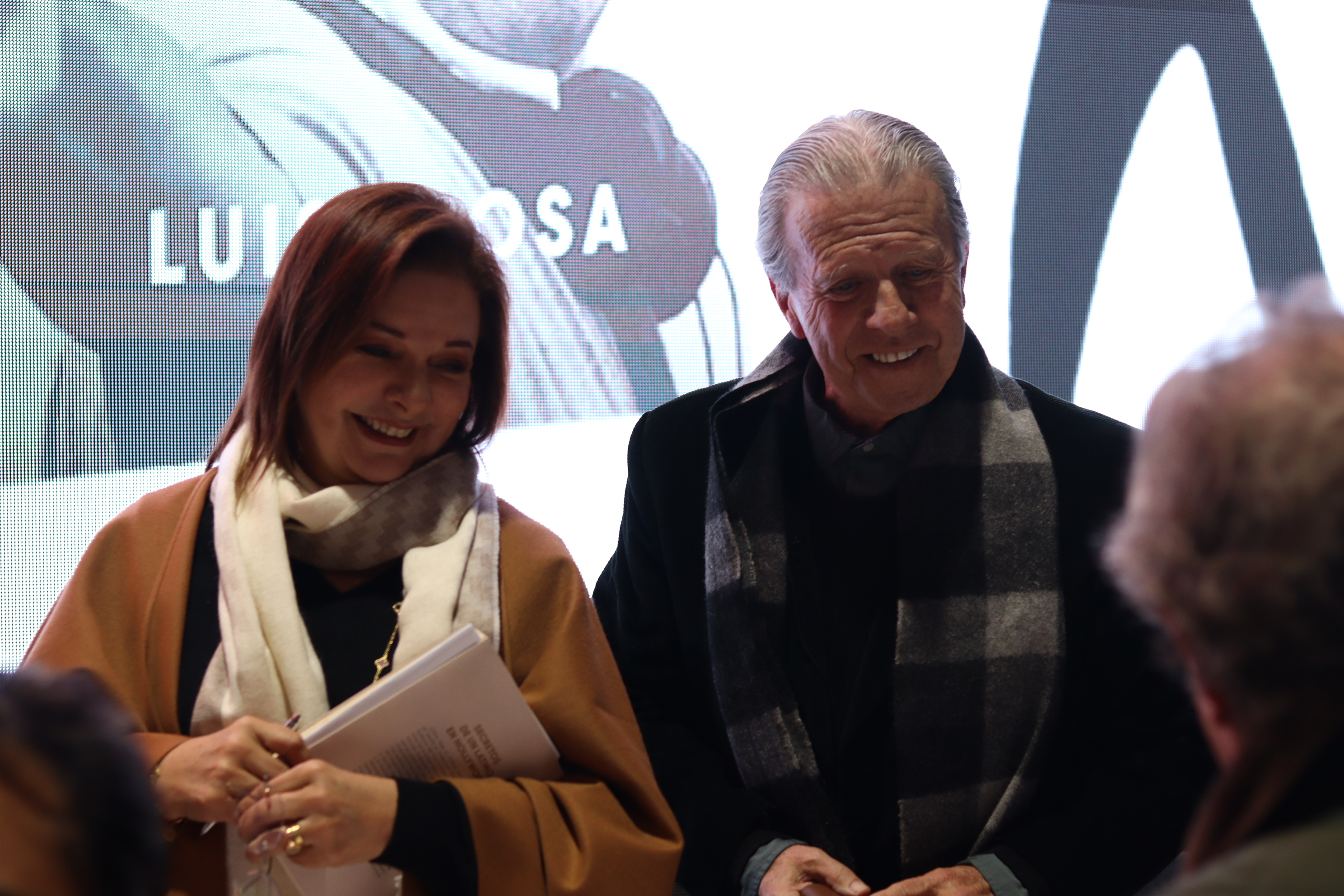
Cecilia Valenzuela con Luis Llosa en 2024.

Del 2010 al 2017 condujo y fue directora del programa periodístico Mira quién habla para Willax Televisión. Esta última emisora, del cual se volvió accionista, en un inicio emitía en exclusiva por televisión de pago, pero en 2016 se convirtió en una estación de señal abierta al comenzar transmisiones en la TDT de Lima. Durante ese lapso de tiempo, también trabajó como columnista de El Comercio. Desde junio del 2018 es directora del diario Perú 21. También dirige el premio Summum a la gastronomía peruana.

## Carrera

### Televisión
Como directora y conductora en:
- ATV noticias (1992-1996) - ATV
- Aquí y ahora (1997-1998) - ATV
- SIN censura (1998) - ATV
- Entre líneas (2001-2003) - Canal N
- La ventana indiscreta (2003-2008) - Latina Televisión
- Mira quién habla (2010-2017) - Willax Televisión

### Revistas
Como redactora en:
- Sí (1989)
- The Perú Report (1992)
- Caretas (1992-1995)

### Web
Como directora en:
- Imedia Perú (2000)
- Perú.com (2001)
- Agencia Perú (2001-2009)